# Jean Batten
Jean Batten (Új-Zéland, Rotorua, 1909. szeptember 15. – Spanyolország, Mallorca, Palma, 1982. november 22.) új-zélandi pilóta. Teljes neve Jean Gardner Batten.

## Életpálya
Jelentős szerepe volt az új repülőutak feltárásában, a repülés népszerűsítésében. 18 évesen határozta el, hogy repülni akar. 1929-ben Angliában szerezte meg az engedélyt. Többszörös világrekorder pilótanő.

## Repülési eredmények

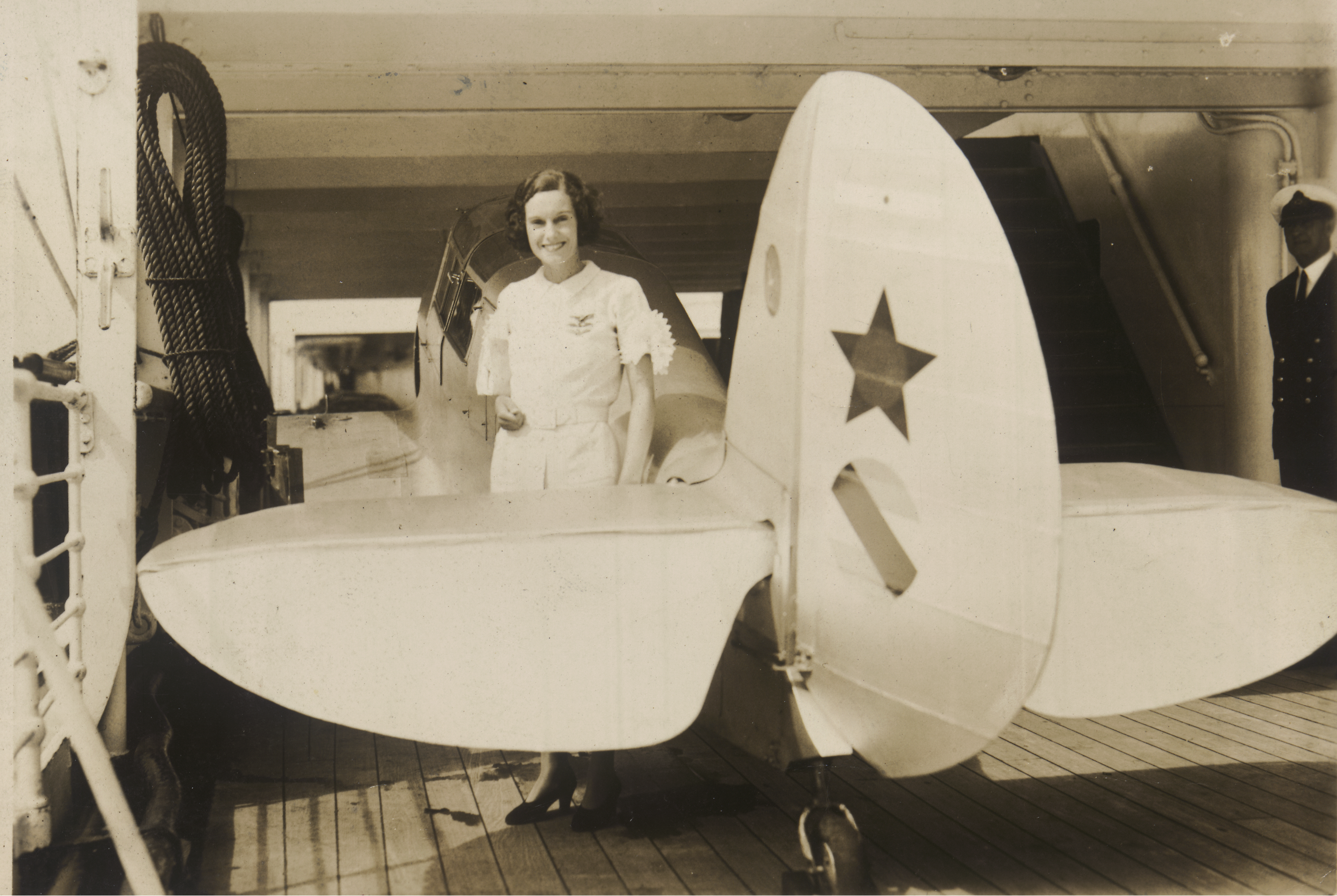
Jean Batten a repülőgépével

- 1934. május 8-án egy de Havilland DH.60 Gipsy Moth géppel 14 napot, 22 órát és 33 percet repülve, egyedül tette meg a 16 000 kilométeres utat Londonból Port-Darwinba (Ausztrália). Port-Darwinból indulva átrepülte egész Ausztráliát, érintette Sydneyt, majd visszatért Angliába.
- 1935. november 13-án ő lett a leggyorsabb női pilóta, amikor repülőgépével 13 óra 15 perc alatt átszelte a déli Atlanti-óceánt, megdöntve a francia Maryse Bastie addigi rekordját.
- 1937. október 19-én Port-Darwinból Londonba repült 5 nap és 10 óra alatt. Ezzel megdöntötte az Ausztrália és Anglia közötti távolsági repülés világrekordját.